# 李玄 (画家)
李玄（1941年7月1日—2011年3月17日），本名李玉智，祖籍北京市，中国画家。他于1990年开创了玉智画廊画室，晚年探究西方绘画和中国绘画的融合。

## 生平经历
李玄青年时期进入太原日报社从事美术编辑的工作。1974年进入太原市建工局工作筹建《建工报》。1986年进入太原市古建队从事古建筑相关工作。1990年离职之后开办玉智画廊画室，全身心投入到绘画创作中，2011年逝世，李玄的一生致力於探究西方绘画和中国画的完美融合。2018年李玄的作品《湖之系列-1》在温哥华艺术博览会位于市中心加拿大广场会展中心举办的大型艺术展出。同年李玄的画作《星空》、《苍穹》被收藏家赵晨然收藏，2019年，温哥华本色画廊为李玄举办了个人画展和研讨会并与当地艺术评论家一起探讨李玄作品的画风，同年李玄的春季画展在温哥华举办，最具代表性作品《克莱因瓶的联想》同时展出。2021年，李玄的《相遇》画作被加拿大藏家谭中伟收藏，同年李玄画作被中国江苏省美术馆收藏。2022年李玄画作在温哥华艺空联盟展出。

## 代表画作
李玄一生创作了《苍穹》、《山魂》 、《星空》 、《湖之系列-1》、 《洗礼》、《云游》 、《拙石-1》、 《探寻》、《天鹅湖》、《相遇1》、《挣》、《无题2008》、《无题2009-2》、《无题2001》等绘画作品。